# Benedikt Englmann
Benedikt Englmann (1994) è un giocatore di football americano tedesco, di ruolo wide receiver.
Ha iniziato a giocare a football americano nei Munich Cowboys (prima nelle giovanili, poi in prima squadra), per poi trasferirsi nel 2015 ai Kiel Baltic Hurricanes.